# Ловетт, Роберт Куинси
Роберт Куинси Ловетт (англ. Robert Quincy Lovett), более известен как Роберт К. Ловетт (англ. Robert Q. Lovett) или Р. К. Ловетт (англ. R. Q. Lovett) (ок. 1927 – 18 августа 2022) — американский монтажёр.

## Карьера
Роберт Куинси Ловетт начал свою карьеру киномонтажёра в начале 1960-х годов. С конца 1980-х он в основном участвовал в телепрограммах. 
Он был номинирован на 57-й церемонии вручения премии «Оскар» в категории «Лучший монтаж» за свою работу над фильмом «Клуб «Коттон»» вместе с Бэрри Малкиным. Он также участвовал в Каннском кинофестивале для фильма «Бронксская повесть», снятым Робертом Де Ниро в 2011 году. Он работал над более чем 30 фильмами и телешоу с 1963 по 2006 год.
Ловетт работал преподавателем в Медиа-сообществе штата Мэн и на связанных с ним семинарах. Он преподавал там с середины 1980-х годов.
Ловетт умер 18 августа 2022 года в Катоне, Нью-Йорк, в возрасте 95 лет.

## Фильмография

### Монтаж

#### Кино
| Год  | Название                  | Заметки                                                                             |
| ---- | ------------------------- | ----------------------------------------------------------------------------------- |
| 1963 | Жестокая полночь          |                                                                                     |
| 1970 | Конец дороги              | Вместе с Арамом Авакяном                                                            |
| 1970 | Хлопок прибывает в Гарлем |                                                                                     |
| 1971 | Hændeligt uheld           | Вместе с Оле Стином Нилсеном                                                        |
| 1971 | Отчаянные герои           |                                                                                     |
| 1974 | Захват поезда Пелэм 1-2-3 | Вместе с Джералдом Б. Гринбергом                                                    |
| 1976 | Следующий человек         | Вместе с Арамом Авакяном                                                            |
| 1978 | Однажды в Париже          |                                                                                     |
| 1980 | Паническое бегство        | Также режиссёр второго блока                                                        |
| 1981 | Перед самым рассветом     |                                                                                     |
| 1982 | Хэммет                    | Вместе с Дженис Хэмптон, Марком Лаубом и Рэнди Робертсом Также музыкальный монтажёр |
| 1983 | Золотой тюлень            |                                                                                     |
| 1984 | Клуб «Коттон»             | Вместе с Бэрри Малкиным                                                             |
| 1993 | Бронксская повесть        | Вместе с Дэвидом Рэем                                                               |
| 2006 | Ванаджа                   | Вместе с Раджнешем Домалпалли                                                       |

#### Телевидение
| Год       | Название                   | Заметки     |
| --------- | -------------------------- | ----------- |
| 1976–1977 | Коджак                     | 3 эпизода   |
| 1979      | Похищение по-американски   | Телефильм   |
| 1985–1987 | Уравнитель                 | 27 эпизодов |
| 1987      | Цена справедливости        | Телефильм   |
| 1989      | Коджак: Ариана             | Телефильм   |
| 1990      | Коджак: Не такой слепой    | Телефильм   |
| 1991      | Последняя проститутка      | Телефильм   |
| 1995–1996 | Нью-Йорк, Центральный парк | 3 эпизода   |
| 1997–1998 | Деллавентура               | 3 эпизода   |